# Gustav Mayr
Gustav Mayr (Vienna, 12 ottobre 1830 – Vienna, 14 luglio 1908) è stato un entomologo austriaco.
Ha insegnato alla Università di Budapest e di Vienna. 
Ha concentrato il suo interesse scientifico sugli Hymenoptera.

## Opere
- Formicidae [der Novara-Expedition]. Vienna, 1865.
- Die Ameisen des baltischen Bernsteins. Königsberg: Koch, 1868.
- Feigeninsecten. Vienna: Hölder, 1885.
- Hymenopterologische Miscellen. Vienna: Hölder, 1902.
- Formiciden aus Ägypten und dem Sudan. 1903.